# Archidiocèse de Saint Salvador de Bahia
L'archidiocèse de Saint Salvador de Bahia (en latin, Archidioecesis Sancti Salvatoris in Brasilia) est une circonscription ecclésiastique de l'Église catholique au Brésil. L'archevêque de Salvador porte le titre de « primat du Brésil ».
Son siège se situe dans la ville de Salvador, capitale de l'État de Bahia.

## Liste des évêques puis archevêques
- Pero Fernandes Sardinha (1551 - 1556), premier évêque du Brésil
- Pedro Leitao  (1558 - 1573)
- Antonio Barreiros (1575 - 1600)
- Constantino Barradas (1602 - 1618)
- Marcos Teixeira de Mendonca † (1621 - 1624)
- Miguel Pereira (1627 - 1630)
- Pedro da Silva Sampaio † (1632 - 1649)
- Estevao dos Santos Carneiro de Moraes (1669 - 1672)
- Constantino Sampaio (1672 - 1672)
- Estevao dos Santos Carneiro de Moraes (1672 - 1672)
- Gaspar Barata de Mendonca (1676 - 1681), premier archevêque
- Joao da Madre de Deus Araujo (1682 - 1686)
- Manoel da Ressurreicao (1687 -  1691)
- Joao Franco de Oliveira  (1692 - 1701)
- Sebastiao Monteiro da Vide (1701 -  1722)
- Ludovico Alvares de Figueiredo (1725 -  1735)
- Jose Fialho (1738 -  1741)
- Jose Botelho de Matos (1741 - 1760)
- Manoel de Santa Ines Ferreira (1770 - 1771)
- Joaquim Borges de Figueroa (1773 - 1778)
- Antonio de Sao José Moura Marinho (1778 - 1779)
- Antonio Correa (1779 - 1802)
- Jose de Santa Escolastica Álvares Pereira (1804 - 1814)
- Francisco de Sao Damazo Abreu Vieira (1815 - 1816)
- Vicente da Soledade e Castro (1820 - 1823)
- Romualdo Antonio de Seixas Barroso (1827 - 1860)
- Manoel Joaquim da Silveira (1861 - 1874)
- Joaquim Goncalves de Azevedo (1876 - 1879)
- Luís Antônio dos Santos (1881 - 1890)
- Antonio de Macedo Costa (1890 - 1891)
- Jeronimo Thome da Silva (1893 - 1924)
- Augusto Álvaro da Silva (1924 - 1968), premier cardinal
- Eugênio de Araújo Sales (1968 - 1971)
- Avelar Brandão Vilela (1971 - 1986)
- Lucas Moreira Neves (1987 - 1998)
- Geraldo Majella Agnelo (1999 - 2011)
- Murilo Sebastião Ramos Krieger, S.C.I. (2011 - 2020)
- Sérgio da Rocha (depuis 2020)